# 倉田恭子
倉田 恭子（くらた きょうこ、1970年4月30日 - ）は、東京都板橋区出身の女優。
明治大学商学部卒業。
特技はピアノ/着物着付け/スキー/バドミントン/フラメンコ/タップ/書道/乗馬。
オフィス羽田野所属。夏木マリワークショップでデビューした。

## 出演

### テレビ
- 愛の劇場 心変わり (TBS)
- やとわれ女将 菊千代の事件簿3 (TBS)
- 月曜ドラマスペシャル 一色京太郎事件ノート5 (TBS) - 袖香 役
- 月曜ドラマスペシャル 弁護士芸者の御座敷事件簿2 (TBS)
- 月曜ドラマスペシャル 盲目主婦山科冬子は夫に殺される! (TBS)
- 愛のソレア（フジテレビ） - 教室生徒 役
- 王様の心臓〜リア王より〜（日本テレビ）
- 火曜サスペンス劇場 当番弁護士 (テレビドラマ)8 （日本テレビ） - 小沢牧子 役
- 火曜サスペンス劇場 屋形船の女（日本テレビ）
- 女と愛とミステリー 金沢能登殺人周遊（テレビ東京）
- おかあさんといっしょ ドレミファ・どーなっつ!(NHK) - 人形操演・みど 役

### CM
- ワークマン

### 舞台
- お侠
- 樋口一葉
- おんなの家
- 満ちたりぬ月
- ヨコハマ物語
- 江戸を斬る
- 一の姫
- 付き馬屋おえん
- あかさたな
- 博多思案橋
- 細川たかし錦秋公演
- 喜劇 桜の園
- 人形操演・みど役（おかあさんといっしょ）